# حارة السري (صنعاء)
حارة السري هي إحدى حارات حي معين بمديرية معين إحد مديريات العاصمة اليمنية صنعاء، بلغ تعداد سكانها 1625 نسمة حسب تعداد اليمن لعام 2004.